# Elofsonia pusilla
Elofsonia pusilla is een mosselkreeftjessoort uit de familie van de Loxoconchidae. De wetenschappelijke naam van de soort is voor het eerst geldig gepubliceerd in 1870 door Brady & Robertson.